# Cheonggu-dong
Cheonggu-dong là một dong, phường của Jung-gu ở Seoul, Hàn Quốc.

## Vận chuyển
- Ga Cheonggu của Tuyến Seoul 5 và Tuyến Seoul 6

## Liên kết
- (tiếng Anh) Trang chính thức Jung-gu Lưu trữ ngày 18 tháng 1 năm 2006 tại Wayback Machine
- (tiếng Hàn) Trang chính thức Jung-gu[liên kết hỏng]
- (tiếng Hàn) Hướng dẫn du lịch Jung-gu từ trang chính thức Lưu trữ ngày 31 tháng 8 năm 2011 tại Wayback Machine
- (tiếng Hàn) Tình trạng của Jung-gu Lưu trữ ngày 5 tháng 12 năm 2012 tại archive.today
- (tiếng Hàn) Văn phòng dân cư và bản đồ của Jung-gu Lưu trữ ngày 5 tháng 12 năm 2012 tại archive.today
- (tiếng Hàn) Trang văn phòng dân cư Cheonggu-dong Lưu trữ ngày 17 tháng 12 năm 2013 tại Wayback Machine